# Alessandro Tagliolini
Alessandro Tagliolini (Roma, 29 agosto 1931 – Pietrasanta, 11 luglio 2000) è stato uno scultore italiano, paesaggista e storico dell'arte dei giardini.

## Biografia
Dopo studi classici abbandonò la facoltà di architettura nel 1952 e cominciò la sua attività di scultore frequentando i corsi dello scultore Maurice Calka all'Accademia di Francia, eseguendo a Roma i suoi primi lavori di carattere decorativo a metà degli anni cinquanta.
La sua attività si svolse anche all'estero: nel 1955 in Venezuela e nel 1957 in Messico, dove entrò in contatto con i grandi muralisti  David Alfaro Siqueiros, Diego Rivera e Carlos Merida.
Tra il 1959 ed il 1960 a Città del Messico collaborò con gli architetti Hector Velazquez e Ramon Torres realizzando sculture e murales.
Le opere scultoree di Tagliolini sono realizzate con materiali diversi, a partire dal bronzo e dall'alluminio, fino al cemento e all'acciaio. In Italia suoi altorilievi, fontane e sculture sono presenti nei nuovi quartieri residenziali romani costruiti a partire dagli anni sessanta; nello stesso periodo sue mostre personali furono proposte da diverse gallerie d'arte, con presentazioni curate da autori come Giovanni Carandente, Paolo Portoghesi e Rosario Assunto.
La realizzazione a partire dalla fine degli anni sessanta di sculture monumentali, spesso realizzate con materiale per l'edilizia come il cemento, lo portò a porsi il problema dell'integrazione fra arte e paesaggio. Proprio l'incontro con Rosario Assunto diede il via alla sua attività di paesaggista e studioso della storia del giardino. Tagliolini è stato uno degli iniziatori del filone di studi dedicati al paesaggio e al giardino. Nel 1973 costituì con Rosario Assunto l'Archivio italiano dell'arte dei giardini.
Pubblicò nel corso degli anni ottanta due volumi pionieristici dedicati al giardino: I giardini di Roma e Storia del giardino italiano.
Assunse la carica di vicepresidente nazionale dell'Aiapp, Associazione Italiana degli Architetti del Paesaggio, su invito di Pietro Porcinai. La sua opera di scultore si intrecciò con quella di paesaggista e storico del giardino. Tra il 1988 e il 1990 realizzò il Parco delle Terme a Sciacca, che fu premiato nel 2000 dalla Fondazione Pietro Porcinai.
Una mostra personale nei cinquecenteschi Horti Leonini di San Quirico d'Orcia fu allestita nel 1991.
Nel 1998 fondò la rivista Architettura del paesaggio, organo dell'Associazione italiana di architettura del paesaggio, di cui fu nominato direttore.
Nel 2006 a San Quirico d'Orcia è stato inaugurato il centro per lo Studio del paesaggio e del giardino Fondazione Alessandro Tagliolini che conserva i disegni, i progetti e il Fondo librario dell'artista.

## Opere
- Alessandro Tagliolini, I giardini di Roma, Newton Compton, 1980
- Alessandro Tagliolini, Storia del giardino italiano: gli artisti, l'invenzione, le forme dall'antichità al XIX secolo, La casa Usher, 1988